# Monti Taconic
I monti Taconic, parte del sistema montuoso appalachiano (Stati Uniti d'America), si estendono verso sud per 240 km da un punto situato a sud-ovest di Brandon (Vermont), fino alla parte settentrionale della contea di Putnam (stato di New York). Culminano con il monte Equinox (1163 m) nel Vermont e comprendono il monte Frissell (725 m), la cima più elevata del Connecticut. Nel Massachusetts questi monti costituiscono la sezione occidentale delle Berkshire Hills. Il Taconic State Park, nello stato di New York, è un'area ricreativa di montagna molto popolare. Il nome «Taconic» probabilmente deriva da una parola algonchina riferita a un albero, un legno o una foresta.